# Пік Арцтовського
Пік Арцто́вського (англ. Arctowski Peak) — гора на східному узбережжі Землі Палмера в південній частині Антарктичного півострова в Західній Антарктиді. Її висота становить 1410 м н.p.м.
Гору відкрито і вперше сфотографовано з повітря в 1940 р. У 1947 році пік був також сфотографований з повітря членами  Антарктичної наукової експедиції 1947-1948 під керівництвом американського дослідника Фінн Ронне. Вершина була названа на честь відомого польського полярника Генрика Арцтовського.